# Minigolf

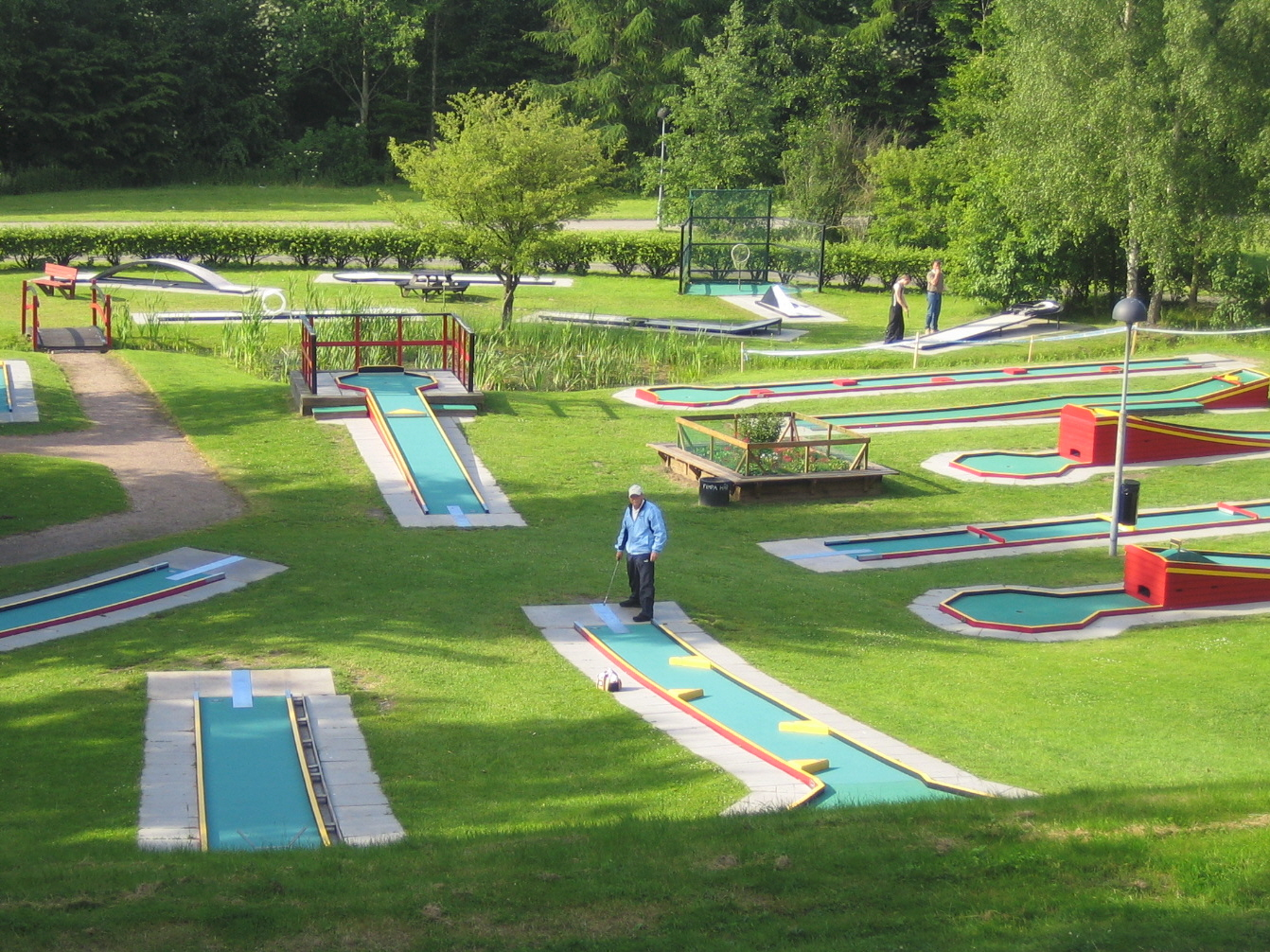
Filz- (vorne) und Miniaturgolfanlage (hinten) in Malmö

Minigolf hat sich in der Umgangssprache als Sammelbezeichnung für alle Arten von Bahnengolf durchgesetzt. Die genormten Varianten (Minigolf, Miniaturgolf, Cobigolf, Sterngolf und Filzgolf) werden offiziell als Bahnengolf-Systeme bezeichnet. Als Geschicklichkeitsspiel gehört Minigolf zu den Präzisionssportarten und zugleich zu den Ballsportarten.
Minigolf im engeren Sinne bezeichnet jene Variante, die auf genormten Anlagen nach dem System des Schweizer Gartenarchitekten Paul Bongni gespielt wird. Die 18 Bahnen sind je 12 m lang und 1,25 m breit, mit Ausnahme der ca. 25 m langen Weitschlag-Bahn. Die Pisten sind aus Beton, in manchen Fällen mit Filz überzogen, und werden durch Flacheisen- oder Rohrbanden begrenzt. Sie dürfen zum Spielen des ruhenden Balls betreten werden. Die Hindernisse sind aus Naturstein oder Beton.
Das Ziel des Spiels ist, den Ball mit Hilfe des Schlägers mit möglichst wenigen Schlägen in das Loch zu bewegen. Das ist an den Bahnen aller genormten Systeme theoretisch mit einem einzigen Schlag, einem Ass, möglich. Die Bahnen unterscheiden sich in ihrem Schwierigkeitsgrad durch unterschiedliche Hindernisse, sind aber in ihrer Gestaltung auf allen Plätzen gleichartig.

## Geschichte

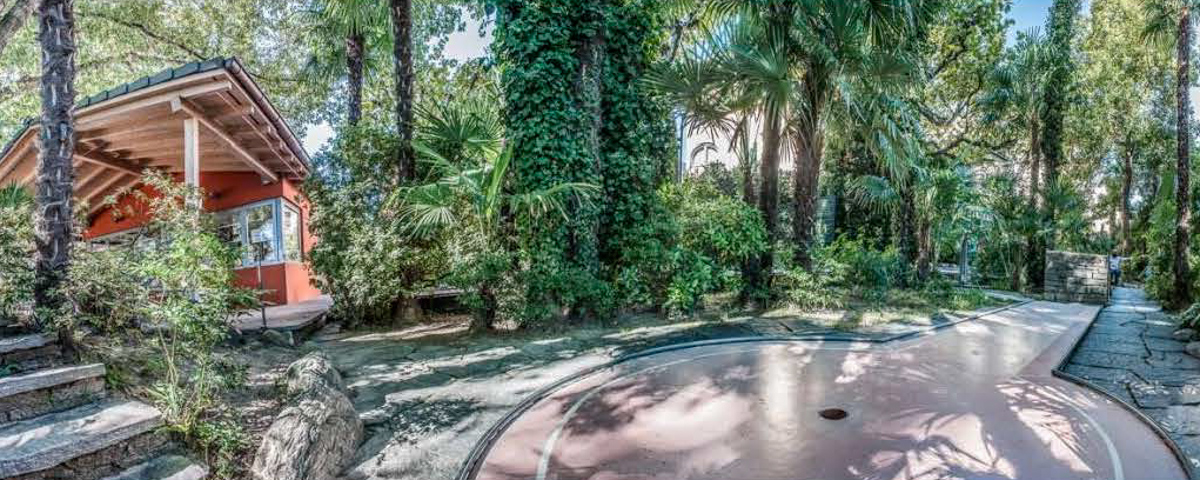
Minigolf Ascona, älteste normierte Anlage (System Bongni), eröffnet am 19. März 1954

Am 19. März 1954 wurde in Ascona am Lago Maggiore die erste genormte Minigolf-Anlage nach Plänen des Schweizer Gartenarchitekten Paul Bongni eröffnet. Bereits 1950 hatte Bongni die Bahnen genormt und ein entsprechendes Patentgesuch eingereicht, das 1953 bewilligt wurde. So wurde die Voraussetzung geschaffen, dass Spieler an unterschiedlichen Plätzen nahezu identische Verhältnisse vorfinden konnten. Erst dies ermöglichte es, internationale Wettkämpfe durchzuführen. An Ostern 1954 (am 18. April) nahm in Locarno die zweite Minigolf-Anlage nach dem System Bongni ihren Betrieb auf. Ende 1954 gab es bereits 18 Minigolf-Anlagen, die sich alle in der Schweiz befanden.
Die erste Minigolf-Anlage Deutschlands wurde 1955 in Traben-Trarbach errichtet. Minigolf verbreitete sich recht schnell, bereits Ende 1962 existierten 120 Anlagen in Europa. Ab Mitte der 1960er Jahre entstanden auch in der DDR Minigolf-Anlagen, aber ausschließlich für den sogenannten Freizeit- und Erholungssport (im Sportverband DTSB war Minigolf als Wettkampfsport nicht vorgesehen).
Seit einigen Jahren wird Minigolf auch innerhalb des Schulsports gespielt. Dabei bauen die Schüler die verschiedenen Bahnen in Turnhallen mit Matten, Reifen, Bänken, Kisten, Kegeln usw. auf. Sie spielen meist mit Hockeyschlägern und Tennisbällen.
1959 fand im italienischen Gardone Val Trompia die erste Minigolf-Europameisterschaft statt. Seit 1991 werden alle zwei Jahre Minigolf-Weltmeisterschaften durchgeführt. Erste Einzelweltmeister waren Miranda Graf bei den Damen und Raffael Nösberger bei den Herren (beide Schweiz). Minigolf wurde auch an den World Games 1989 in Karlsruhe als Demonstrationssport ausgetragen.
Im Jahre 2006 existierten in Deutschland etwa 250 Anlagen dieser Bauart. Hingegen hat sich zahlenmäßig die genormte Variante Miniaturgolf in größerem Maße durchsetzen können, weil die Herstellung der Bahnen statt aus Beton aus dem viel billigeren Eternit erfolgt.
2021 wurde die höchste Abenteuer-Minigolfanlage der Welt in Hohentauern in der Steiermark eröffnet.

## Regeln
Für das Spiel an einer Bahn ist pro Spieler jeweils nur ein Ball zugelassen. Der Ball wird vom Abschlagfeld (Minigolf rund, Miniaturgolf rechteckig) durch die Hindernisaufbauten geschlagen und muss diese auf dem vorgeschriebenen Weg durchlaufen. Erreicht er das Loch mit dem ersten Schlag nicht, wird er von dort weitergeschlagen, wo er zur Ruhe gekommen ist (sofern er das Hindernis korrekt überwunden hat). Jeder Schlag zählt als Punkt. Ist die Bahn vom Aufbau her nur vom Abschlag aus spielbar, wird der Ball solange von dort gespielt, bis er die Grenzlinie passiert bzw. den Zielkreis erreicht hat. Bleibt er auf Bahnen mit Ablegelinien nahe an der Bande oder am Hindernis liegen, darf er für den nächsten Schlag an der nächstgelegenen Markierung abgelegt werden. Springt der Ball nach Überwindung der Hindernisgrenzlinie aus der Bahn, wird er dort wieder eingesetzt, wo er die Bahn verlassen hat. Springt er vor der Hindernisgrenzlinie aus der Bahn, muss der Ball wieder vom Abschlag gespielt werden.
Das Ziel ist erreicht, wenn der Ball im Loch des Zielkreises zur Ruhe gekommen ist. Wenn dies nach sechs Schlägen noch nicht gelungen ist, werden sieben Punkte angerechnet und das Spiel an der nächsten Bahn fortgesetzt. Der Spieler, der am Ende die wenigsten Punkte hat, gewinnt.

## Strafen
Die ausgebildeten Schiedsrichter sollten die Strafen aufeinander aufbauen lassen. Sollte ein Spieler eine Strafe bekommen und hat schon eine Strafe, so bekommt er die nächsthöhere Strafe.
Folgende Strafen gibt es:
- Mündliche Ermahnung
- Ermahnung (Grün)
- Ermahnung mit 1 Strafpunkt (Blau)
- Verwarnung mit 2 Strafpunkten (Gelb)
- Disqualifikation mit 5 Strafpunkten (Rot)
- Eine Strafe ist mit der dazugehörigen Karte dem Spieler anzuzeigen.

Weiteres
- Strafpunkte von Ersatzspielern werden dem Ergebnis des Teams hinzugerechnet.
- Nur das Schiedsgericht kann Strafen geben.
- Das Schiedsgericht muss Strafen auf das Spielprotokoll schreiben und die Strafe für die Mitspieler direkt bekannt geben.
- Die mündliche Ermahnung kann vom Schiedsgericht, so oft wie am Anfang ausgemacht, ausgesprochen werden. Hierzu gibt es aber keine klare Ordnung im Regelbuch.
- Teamstrafen gibt es nur bei internationalen Turnieren.

Abwandlungen des Regelheftes sind möglich, müssen aber mit der Ausschreibung veröffentlicht werden.

## Ausrüstung

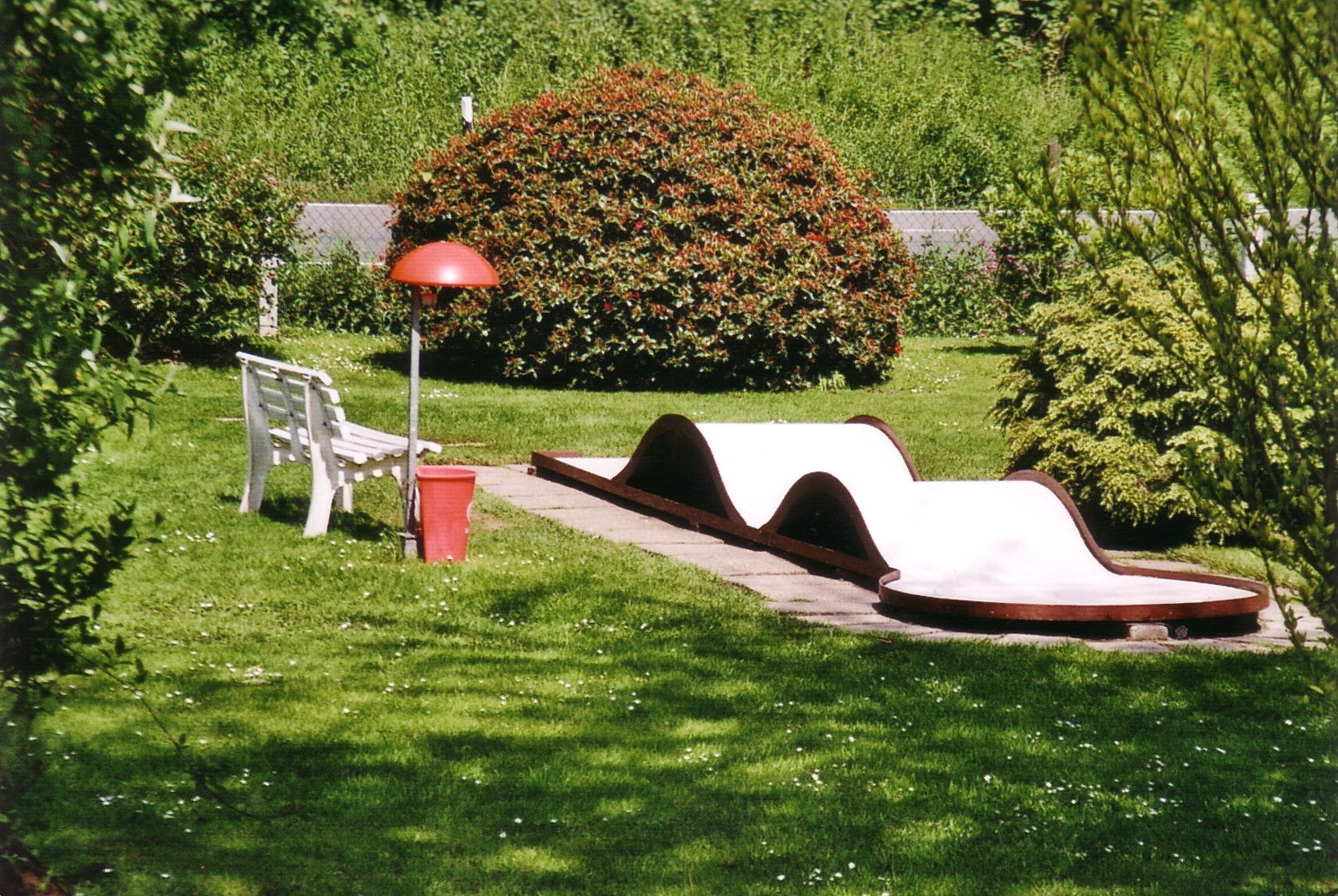
Miniaturgolfanlage (System Eternit) in Herdecke. Bahn Bodenwellen

### Schläger

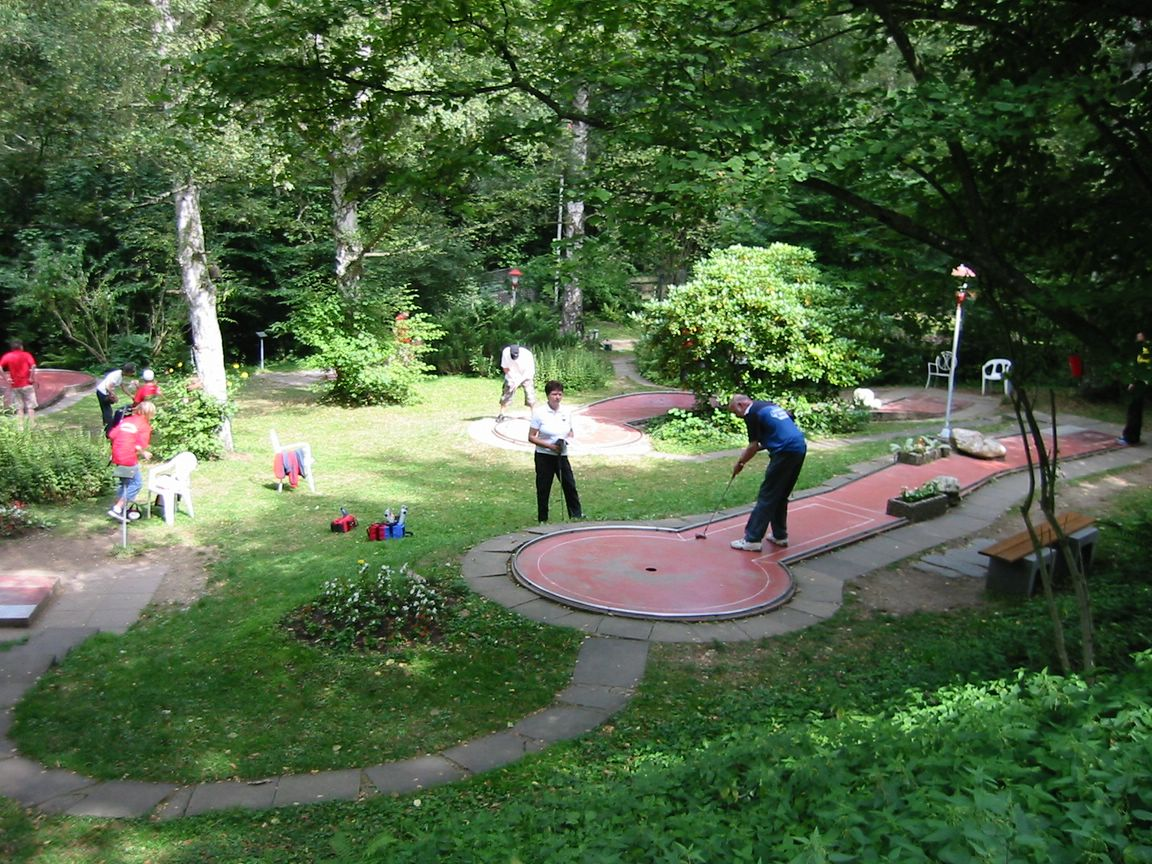
Erste Minigolfanlage Deutschlands (System Beton Abt. 1) in Traben-Trarbach, 2008. Im Vordergrund Piste 14

Im Gegensatz zum Golf benutzt man in der Regel nur einen Schläger. Dieser ist einem Putter ähnlich, hat aber auf der Schlagseite ein bis zu zwei Zentimeter starkes Schlaggummi, um Bälle z. B. anschneiden zu können. Außerdem gleicht das Gummi die Unterschiede der unterschiedlichen Bälle beim Schlag aus (weiche, „tote“ Bälle würden sonst am Schläger „hängen bleiben“, während harte, schnelle Bälle fast von alleine „wegspringen“ würden) und erlaubt ein gezielteres Spielen über lange Distanzen, weil der Impuls besser auf den Ball übertragen wird. Weites Ausholen und kräftiges Schlagen führt leicht zum Verreißen und zu unkontrolliertem Lauf des Balls. Höchstens für den Weitschlag (Bahn 7, System Beton) wird von vielen Spielern ein anderer Schläger benutzt. Viele Vereinsspieler benutzen allerdings für Miniaturgolfbahnen einen schrägeren Putter als für Minigolfbahnen, weil jene nicht betreten werden dürfen.

### Ball
Vor allem Vereinsspieler besitzen sehr viele Bälle mit unterschiedlichsten Eigenschaften, Spitzenspieler (Bundesliga) etwa 100 bis 300 Minigolfbälle. Diese unterscheiden sich in Größe, Gewicht, Härte, Oberfläche, Farbe und besonders in der Sprunghöhe.
Ein Minigolfball hat einen Durchmesser zwischen 37 und 43 mm. Dadurch ergeben sich Unterschiede in der Laufruhe und im Bandenverhalten.
Das Gewicht liegt zwischen 30 und 150 Gramm. Die aufzuwendende Schlagstärke und das Zugverhalten bei schiefen und welligen Bahnen, aber auch die Laufruhe sind in Abhängigkeit vom Ballgewicht variabel. Schwere Bälle über 80 g kommen nahezu nur beim Hindernis Wippe (System 2, Miniaturgolf) zur Anwendung.
Die Härte (in Shore gemessen) liegt zwischen 25 (weich wie Gummi) und 100 (hart wie Stein). Sie beeinflusst Laufruhe, Bandenverhalten und besonders – abhängig von der Sprunghöhe – Lauflänge und Zugverhalten.
Die Rück-Sprunghöhe der Bälle liegt, aus einem Meter Höhe auf harten Untergrund fallengelassen und bei einer Temperatur von 20 °C, zwischen 0 cm (tot) und 85 cm (schnell). Sie ist bei der Einteilung der Bälle das wichtigste Kriterium. „Tote“ Bälle lösen sich nicht von der Bande, schnellere Bälle banden zunehmend nach der Regel Auftreffwinkel gleich Winkel des Abbandens. „Tote“ Bälle rollen bei gleicher Schlagstärke und Härte erheblich kürzer als schnelle Bälle, springen aus kleinen Zielkreisen (Beispiel System 1, Bahn 8) weniger leicht heraus oder gleiten konstanter und berechenbarer an der Bande entlang (Beispiel System 1, Bahn 11). Auch die Temperatur beeinflusst das Sprungverhalten, weswegen manche Bälle zusätzlich gekühlt oder gewärmt werden, um im entscheidenden Moment die gewünschte Spieleigenschaft zu entfalten.
Eine weitere wichtige Eigenschaft der Bälle ist die Oberfläche. Im Gegensatz zu "Publikumsbällen", die kleine Dellen (Dimples) wie ein Golfball haben, sind die Bälle von Minigolfsportlern glatt und ohne diese Vertiefungen. Man unterscheidet grundsätzlich lackierte, rohe und rau-geschliffene Bälle. Die Oberfläche hat großen Einfluss auf das Verhalten beim Anschneiden (Effetschlag) der Bälle und beim Bandenspiel. Sie erlaubt zum Beispiel den Rückprall in erheblich engerem Winkel, was etwa bei Zickzackschlägen Vorteile bringt. Zudem hat sie auch Einfluss auf die Lauflänge. Aufgrund des steten Kontaktes des Balls mit der Spielbahn ist die Oberflächenbeschaffenheit mithin erheblich bedeutsamer als beim traditionellen Golfspiel.
Farbe und Musterung dienen nicht zuletzt dazu, auch bei mehreren hundert Bällen die Übersicht zu behalten.